# Hope Chest: The Fredonia Recordings 1982-1983
Hope Chest: The Fredonia Recordings 1982-1983 è un album discografico di raccolta del gruppo musicale statunitense 10,000 Maniacs, pubblicato nel 1990.

## Tracce
1. Planned Obsolescence – 4:26
2. The Latin One – 2:55
3. Katrina's Fair – 2:56
4. Poor de Chirico – 3:07
5. Grey Victory – 2:55
6. National Education Week – 2:55
7. Death of Manolete – 3:44
8. Orange – 2:20
9. Tension – 3:28
10. Anthem for Doomed Youth – 2:45
11. Daktari – 4:08
12. Groove Dub – 3:15
13. Pit Viper – 3:50
14. My Mother the War – 3:29